# Victory Road 2007
Victory Road 2007 è stata la terza edizione del pay-per-view prodotto dalla federazione Total Nonstop Action Wrestling (TNA). L'evento si è svolto il 15 luglio 2007 presso la IMPACT! Zone di Orlando in Florida.

## Risultati
| # | Risultati | Stipulazioni | Durata           |
| - | --- | --- | ---------------- |
| 1 | Serotonin (Havok e Martyr) hanno sconfitto Akira Raijin e Brute Issei                                                                | Tag team match | 04:20 Dark match |
| 2 | Christopher Daniels ha sconfitto Jay Lethal, Puma, Homicide, Sonjay Dutt, Petey Williams, Shark Boy, Elix Skipper, Kaz e Senshi      | Ultimate X match Gauntlet for the Gold per determinare il contendente numero uno al titolo TNA X Division Championship                              | 18:48            |
| 3 | The Voodoo Kin Mafia (B.G. James e Kip James) (con Roxxi Laveaux) hanno sconfitto Basham and Damaja (con Christy Hemme e Lance Hoyt) | Tag team match | 07:03            |
| 4 | James Storm ha sconfitto Rhino | Single match | 10:26            |
| 5 | The Motor City Machine Guns (Chris Sabin e Alex Shelley) (con Kevin Nash) hanno sconfitto Jerry Lynn e Bob Backlund                  | Tag team match | 08:44            |
| 6 | Eric Young e Gail Kim hanno sconfitto Robert Roode e Ms. Brooks                                                                      | Mixed tag team match | 08:17            |
| 7 | Christian Cage ha sconfitto Chris Harris                                                                                             | Single match | 13:58            |
| 8 | Sting ed Abyss hanno sconfitto A.J. Styles e Tomko                                                                                   | Tag team match | 15:33            |
| 9 | Kurt Angle (c) e Samoa Joe (c) hanno sconfitto il Team 3D (Brother Ray e Brother Devon) (c)                                          | Tag team match Title vs. title match per i titoli TNA World Heavyweight Championship, TNA X Division Championship e TNA World Tag Team Championship | 11:52            |
|   | (c) = campione in carica al momento dell'inizio del match                                                                            | |                  |